# حمر العالي (العدين)

تعديل مصدري - تعديل

حمر العالي محلة تابعة لقرية حمر، التابعة لعزلة جبل بحري بمديرية العدين إحدى مديريات محافظة إب في الجمهورية اليمنية.، بلغ تعداد سكانها 42 حسب تعداد اليمن لعام 2004.